# Cartoon Network (Austrália e Nova Zelândia)
Cartoon Network Austrália e Nova Zelândia (abreviado CN) é um canal australiano e neozelandês distribuído por cabo e satélite, criado por Turner Broadcasting System, uma empresa de Time Warner, que mostra principalmente programação animada.
A versão australiana está disponível em Pay TV (Foxtel), e Optus Television. Também em Hutchison 3G, como parte de sua nova TV móvel por apenas US$ 4 por mês, mesmo que o feed é simplesmente uma sequência de meios muito repetitivos dos melhores programas do Cartoon Network. Telstra também transmite desenhos animados em seu serviço móvel, embora esta seja a mesmo feed que você vê na Foxtel. Neighbourhood Cable, transmitidos em outros feeds para animais na região de Victoria. SKY Network Television tem transmitido na televisão da Nova Zelândia, em 1 de janeiro de 1997, Originalmente durante o dia, SKY predefinidos em canal UHF 7 com a Orange (mais tarde SKY 1 e agora The Box) transmitido durante a noite. Cartoon Network se tornou um canal separado, com programação 24 horas na Nova Zelândia, em 1998, quando o serviço Sky Digital foi lançado. Cartoon Network Austrália e Ásia fez o mesmo em 01 de julho de 2001.

## curently progamms
- Backyardigans RTP5

## História

### Década de 1990
Cartoon Network começou a transmitir na Austrália, em 1995, como um canal dupla no Cartoon Network/TCM como parte do canal a cabo Foxtel, operando entre 6:00-21:00, com TCM (ex-TNT) como a restante da programação diária. A 1 de julho de 2001, Cartoon Network Austrália tornou-se um canal separado de 24 horas, com feeds locais exclusivos para Sydney, Melbourne, Brisbane, Perth, Adelaide, Newcastle, Darwin, etc. Só foi ao ar, caricaturas de Hanna-Barbera como Yogi Bear, Top Cat, Os Flintstones, etc. O canal começou a desenvolver-se rapidamente, no entanto, ele transmite primeiros desenhos animados da MGM (Tom e Jerry, Droopy e Spike e Tyke) em 1 de janeiro de 1996, e desenhos animados da Warner Bros. (Looney Tunes, e outros relacionados com desenhos animados Looney Tunes) em 1 de janeiro de 1997. Em meados de 1997, Cartoon Network começou a ser exibida seus primeiros shows originais (Space Ghost Coast to Coast, Dexter's Laboratory e The Moxy Show), The Moxy Show foi cancelado logo em seguida.
O 22 de agosto de 1999 Cartoon Network introduziu uma nova mudança de marca, a introdução de novos pára-choques, novos shows e o início de uma nova era "Powerhouse". Os novos programas para 1999 foram Johnny Bravo, Cow and Chicken, I Am Weasel e The Powerpuff Girls.

### Década de 2000
No ano seguinte, em 2000, as transmissões dos novos programas do Cartoon Network como Mike, Lu & Og; Ed, Edd n Eddy, e Courage the Cowardly Dog. Alguns de seus programas não foram produzidos pelo Cartoon Network. Em 2001, a audiência para a programação original de Cartoon Network estava subindo, com a Sheep in the Big City e Time Squad. Na sequência de um grande número de programas Cartoon Network foi ao ar, a transmissão decidiu criar um programa chamado dos desenhos animados, que é então transmitido toda sexta à noite, na Austrália. Cartoon Network também cria novos programas como o Toonami, Acme Time, Prime Time, Boomerang (mais tarde tornou-se um canal de TV) e Cartoon Network After Dark. Em 2002, o programa de desenhos animados Cartoon Cartoons em dois novos desenhos animados Samurai Jack e "Grim & Evil; Grim & Evil" vai finalmente ser separados em duas séries intitulado The Grim Adventures of Billy & Mandy ou Grim & Evil e Evil Con Carne. Liga da Justiça e ¡Mucha Lucha! são as emissões que também fizeram a sua estreia no canal em 2002.
Em 2003, novas questões são adicionados como Cartoon Network Robot Jones e Codename: Kids Next Door, no entanto, havia muitos novos programas e emissões (que não faz parte do programa Cartoon Cartoons) que foram adicionados. Estes programas incluídos Boomeraction e Tiny TV. Entre as emissões, envolvendo The Mask: Animated Series e X-Men: Evolution. Em 2004, a série Foster's Home for Imaginary Friends é adicionado; a série principal introduzido este ano no Cartoon Network. Além disso, séries antigas são retransmitidos como Os Flintstones, Os Jetsons e Top Cat, mas só ficaram um tempo curto. Mostrar desenhos velhos como Scooby-Doo, Looney Tunes e Tom e Jerry, teve mantido, a partir de 2011, uma melhor audiência na transmissão. Em abril, o canal é adicionado à TransTV.
Em 2006, os novos programas são transmitidos e incluem Robotboy, Juniper Lee, Camp Lazlo, Hi Hi Puffy AmiYumi, My Gym Partner's a Monkey e Squirrel Boy.
Entre janeiro de 2006 e maio de 2007, desenhos animados do Cartoon Network produzidos pelo Hanna-Barbera foram removidas previamente marcadas para desenhos animados atuais, (em maio de 2007, foi o único fabricante de programas animadas que mostraram no Cartoon Network (antes de 2003) como Tom e Jerry, Ed Edd n Eddy, Courage the Cowardly Dog, The Grim Adventures of Billy & Mandy e The Powerpuff Girls, mas depois que alguns dos antigos desenhos animados vem e vão). Os desenhos animados Cartoons Cartoons (usado anteriormente para o Cartoon Network Original) também foi abandonado em 2006. Em domingo, 6 de maio de 2007, oficialmente foram transmitidos pelo Cartoon Network como I Am Weasel, Cow and Chicken e Johnny Bravo pela última vez antes de emigrarem para Boomerang.
Em fevereiro de 2008, Adult Swim é lançada para apresenta shows para adultos, como Robot Chicken e Harvey Birdman, Attorney at Law.
O 31 de agosto de 2008, o formato dos pára-choques de Cartoon Network e do comércio mudou, e o Cartoon Network Theater e Friday Flicks e mudou seu nome para Popcorn Cartoon Network. Isso reflete uma decisão semelhante feita pelo Cartoon Network (Sudeste Asiático) com o principal tema visual que é a mudança recorrente o tópico chamado "linha dinâmica" no site oficial e em toda a estação ID, pára-choques, etc. (também seu logotipo New Wave).
Por volta de 2008, a programação dirigida pelo Cartoon Network (como Foster's Home for Imaginary Friends e Camp Lazlo), que tinham mostrado grande sucesso em meados da década de 2000, são frequentemente menos utilizadas na transmissão, e dão lugar a desenhos animados de ação-aventura ou animes (como Ben 10, Ben 10: Alien Force, The Secret Saturdays, Pokemon DP: Battle Dimension).

### Década de 2010
Cartoon Network tem acontecido que o formato 4:3 passará para 16:9, a partir de segunda-feira, 30 de novembro de 2010 em 5:30.
Em 1 de outubro de 2011, na estreia de The Amazing World of Gumball, Cartoon Network introduziu o início de uma nova era (era CHECK it) e um novo logotipo. Projetado pelo Brand New School, que faz uso pesado de um motivo quadriculado em preto e branco, bem como várias variações e padrões de cores CMYK. O slogan é "It's a Fun Thing" também introduziu.
Em agosto de 2012, Cartoon Network, mais uma vez assumiu o manto de ser canal infantil mais assistidos na televisão australiano (embora empatado com o Disney Channel), bem como a igualdade 11 horais de qualquer canal mais visto na televisão mundial. A rede não ocupou esta posição em uma forma consistente desde 2006.

## Canais irmãos

### Boomerang
Agora, o canal irmã do Cartoon Network Boomerang era originalmente um bloco de Cartoon Network para personagens mais antigos da Hanna-Barbera que já têm curtas especiais de meia hora. Tudo começou em abril de 2001 como um bloco ao ar nas manhã 10:00-12:00, mas em agosto de 2001, também foi ao ar uma hora no "Cartoon Network After Dark". Os shows no Boomerang alteraram aleatoriamente a cada dia pela manhã e à tarde no bloco. Os blocos Boomerang tinha pára-choques onde são observados os brinquedos dos personagens de Hanna-Barbera que têm vida, idêntico ao pára-choques Boomerang utilizados nos Estados Unidos para crianças. Esses amortecedores foram por vezes utilizado no canal de TV. O último bloco da noite entrou no ar em março de 2002 e o último bloco de manhã foi ao ar em setembro de 2004. No entanto, transmite bloco noturno Boomerang no Cartoon Network até o início de 2005. No final de 2012 ele recebeu os looks do Boomerang (Reino Unido).

## Logos

Primeiro logo utilizado desde 3 de outubro de 1995 até 16 de agosto de 2005.
Segundo logo utilizado desde 16 de agosto de 2005 até 1 de outubro de 2011.
Terceiro e atual logo utilizado desde 1 de outubro de 2011 até o presente.
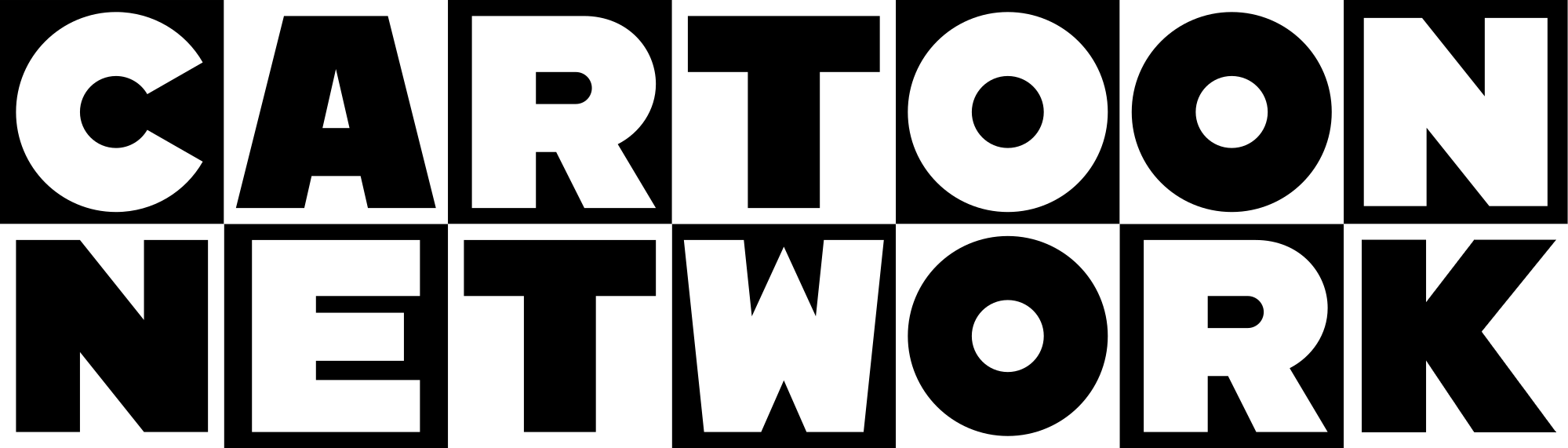
Variação do atual logo originalmente em 1 de outubro de 2011.